# Giffnock
Giffnock is een dorp in de Schotse council East Renfrewshire in het historisch graafschap Renfrewshire.
Giffnock wordt bediend door een station op de Glasgow South Western Line. 

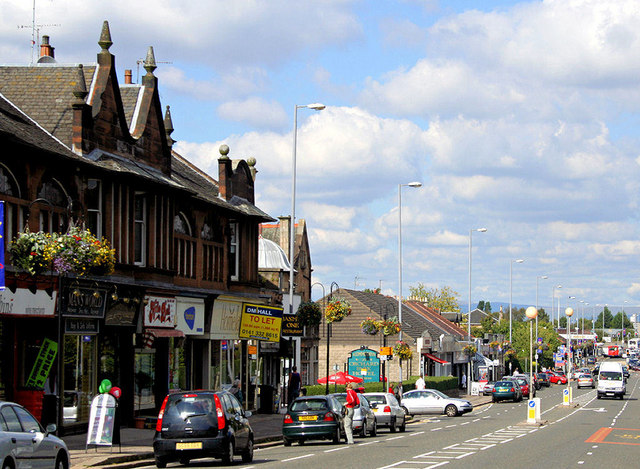
Giffnock